# Unió Esportiva Engordany
El Unió Esportiva Engordany es un club de fútbol de Andorra de la parroquia de Las Escaldas-Engordany. Fue fundado en 1980 y jugó por última vez en la Segunda División de Andorra.

## Historia
Si bien el club fue fundado en 2 de octubre de 1980, su inscripción corresponde al 28 de enero de 1981 como Unió Esportiva Engordany Futbol Club por parte de Manuel Puerta Martín, Manuel Varela Valés y Josep Rodríguez Sánchez. Pese a su antigüedad, el club no fue afiliado a la Federación Andorrana de Fútbol hasta 2001 y admitido para jugar en la Segunda División en la temporada 2002-2003.
La primera temporada del club en la Primera División fue en 2003-04, en la que obtuvo el último lugar y el retorno a la segunda categoría.
En la temporada 2006-2007 terminó como tercer clasificado en la Segunda División, por lo que en principio no debía disputar la promoción de ascenso. Sin embargo, dado que el segundo clasificado fue el FC Santa Coloma B, que era un equipo filial y no podía ascender, la UE Engordany tuvo el derecho de disputarla. Y aprovechó muy bien la oportunidad, ya que ganó la eliminatoria contra el FC Encamp, séptimo clasificado de la Primera División, en un marcador global de 5-4.
El club terminó séptimo, enfrentándose a la eliminatoria de descenso contra el U. E. Extremenya. Tras perder 2-3 en casa, ganó el partido fuera de casa por 3-0, por lo que el club se mantiene en la máxima categoría de la liga andorrana una temporada más. Aunque en la temporada 2012-2013 el Engordany sufrió el descenso a la Segunda División tras finalizar octavo en la Liga regular, el club volvió a la Primera División tras finalizar primero en la Segunda División de la temporada 2013-2014.
En 2015 se firmó un acuerdo de cooperación con la academia Alwaysoccer de Barcelona. Al año siguiente, se inyectaron capitales franceses. Desde la temporada 2017-2018, el club experimentó una reestructuración completa por parte de un grupo de inversores presidido por Jacques Lafont, cuya cara visible era Christian Cellay, un jugador argentino con una vasta trayectoria que se había asentado en el país. Lafont fue sustituido por Jean Philippe Palomino a principios de 2022.
Sin embargo, el mayor logro del club fue alcanzar la final de la Copa Constitució 2016 y, por consiguiente, aspirar a lograr un acceso inédito a las competiciones europeas. Tras eliminar a rivales de peso como el FC Lusitans y la Unió Esportiva Sant Julià, en definitiva no pudieron doblegar a la Unió Esportiva Santa Coloma en el partido decisivo. No obstante, gracias a su hazaña, el club se ganó el apelativo del Leicester andorrano, en alusión al logro de un equipo modesto.
En septiembre de 2022, el club apostó por la contratación de varios jugadores que jugaban en la selección de Andorra para que el equipo pudiese alcanzar mejores posiciones en el campeonato local.
A partir de 2023, año en que Cellay sustituyó a Palomino como presidente del equipo, una crisis financiera afectó al club y provocó varias situaciones negativas. En la Copa Constitució 2023, el club fue eliminado en la primera fase por la escalación indebida del jugador Josele Aguilar, que, de hecho, había marcado un gol contra ellos en el partido, tras recurrir el club opositor a la federación de fútbol. En abril del mismo año, se informó de que el equipo no estaba recibiendo el pago de los salarios pendientes. Por este motivo, a lo largo del año, algunos miembros del equipo decidieron dejarlo, como el jugador Xavi Carmona, que se fue del club en abril, y Josele Aguilar y el entrenador Jesús Barón Téllez, que se marcharon en mayo. 
En mediados de ese mismo año, el club ya se encontraba sin jugadores a causa de los problemas financieros anteriormente mencionados. Sin embargo, el préstamo del dinero de las convocatorias de los jugadores andorranos de la equipo para la selección nacional acabó siendo un pequeño alivio para las deudas, lo que posibilitó algunos acuerdos. Sin embargo, poco tiempo después, el club ya no tenía la capacidad de devolver el dinero prestado y la crisis volvió a estar en punto muerto en ese sentido.
En enero de 2024, tras perder los procesos derivados de las denuncias por retrasos en los pagos de los salarios, la FIFA sancionó al club con la imposibilidad de inscribir a nuevos jugadores hasta el verano de 2025. Además, retuvieron el dinero que iban a recibir de la UEFA por el mecanismo de solidaridad para pagar los salarios de los demandantes. Además, el club acumuló varias condenas por este motivo después del inicio de la crisis financiera.
La Unió Esportiva Engordany tuvo una sección de baloncesto que ganó la Liga Nacional en cuatro oportunidades y la Copa LAB en 2012.

## Temporadas
| Temporada | Ubicación | Referencia |
| --------- | --------- | --- |
| 2003-04   | 8°        | Descendió a Segunda División                                                                                   |
| 2007-08   | 7°        | Conservó la categoría tras la promoción contra la UE Extremenya                                                |
| 2008-09   | 6°        | |
| 2009-10   | 8°        | Descendió a Segunda División                                                                                   |
| 2011-12   | 5°        | |
| 2012-13   | 8°        | Quedó 7° en la fase regular pero fue colista tras el play-off de descenso                                      |
| 2014-15   | 7°        | Conservó la categoría tras la promoción contra el Atlètic Club d'Escaldes                                      |
| 2015-16   | 5°        | |
| 2016-17   | 5°        | |
| 2017-18   | 2°        | Se clasifica por primera vez a la Europa League                                                                |
| 2018-19   | 4°        | Gana la Copa Constitució por primera vez en su historia, clasificándose así por segunda vez a la Europa League |
| 2019-20   | 3°        | |
| 2020-21   | 5°        | |
| 2021-22   | 7°        | Conservó la categoría tras la promoción contra el FS La Massana                                                |
| 2022-23   | 7°        | Descendió a Segunda División tras perder el play-off de promoción ante Carroi                                  |

| Temporada | Ubicación | Referencia                                                                     |
| --------- | --------- | ------------------------------------------------------------------------------ |
| 2002-03   | 1°        | Ascendió a Primera División                                                    |
| 2004-05   | 3°        |                                                                                |
| 2005-06   | 2°        | Perdió el play-off de promoción ante CE Principat                              |
| 2006-07   | 3°        | Ascendió a primera división tras ganar el play-off de promoción ante FC Encamp |
| 2010-12   | 3°        | Ascendió a primera división tras ganar el play-off de promoción ante FC Encamp |
| 2013-14   | 1°        | Ascendió a primera división                                                    |

## Palmarés
- Copa Constitució:

Campeón (1): 2019
- Segunda División de Andorra:

Campeón (2): 2002-03, 2013-14

## Participación en competiciones europeas
| Temporada | Torneo             | Ronda      | Club             | Casa       | Visita     | Global     |
| --------- | ------------------ | ---------- | ---------------- | ---------- | ---------- | ---------- |
| 2018-19   | UEFA Europa League | Preliminar | Folgore/Falciano | 2–1        | 1–1        | 3–2        |
| 2018-19   | UEFA Europa League | 1          | Kairat           | 0–3        | 1–7        | 1–10       |
| 2019-20   | UEFA Europa League | Preliminar | La Fiorita       | 2–1        | 1–0        | 3–1        |
| 2019-20   | UEFA Europa League | 1          | Dinamo Tbilisi   | 0–1        | 0–6        | 0–7        |
| 2020-21   | UEFA Europa League | Preliminar | Zeta             | 1–3 (Casa) | 1–3 (Casa) | 1–3 (Casa) |

## Entrenadores
- Filipe Busto (2017–2020)
- José Luis Mengual Prades (2020)
- Emiliano González (2020–2021)
- Bahloul Djilali (agosto de 2021–2022)[24]
- Jesús Barón Téllez (julio de 2022–abril de 2023)[25][26]
- Óscar Ochoa (interino- abril de 2023–agosto de 2023)[26][20]